# Johan Remkes
Johannes Wijnandus Remkes, dit Johan Remkes, né le 15 juin 1951 à Zuidbroek (Groningue), est un homme politique néerlandais, membre du Parti populaire pour la liberté et la démocratie (VVD).
Secrétaire d'État au Logement et à l'Urbanisme à partir de 1998, puis ministre des Affaires intérieures et des Relations au sein du Royaume de 2002 à 2006 et vice-Premier ministre de 2002 à 2003 sous le Premier ministre Jan Peter Balkenende, il est commissaire du Roi en Hollande-Septentrionale de 2010 à 2019. Entre 2019 et 2020, il est bourgmestre par intérim de La Haye, puis, en 2021, commissaire du Roi par intérim au Limbourg.

## Éléments personnels

### Formation
Il termine ses études secondaires en 1969 et entreprend alors des études supérieures de sciences économiques à l'université de Groningue, qu'il arrête en 1975 sans les avoir achevées. De ce fait, il ne détient aucun diplôme de l'enseignement supérieur.

### Vie privée
Célibataire, il est originaire de la ville de Groningue.

## Carrière politique

### Au sein du VVD
Johan Remkes adhère au Parti populaire pour la liberté et la démocratie (VVD) en 1973. Il est élu deux ans plus tard président de l'organisation de jeunesse « Liberté et démocratie » (JOVD), organisation de jeunesse du VVD. Il conserve la présidence de la JOVD jusqu'en 1977, intégrant le comité exécutif du parti en 1986 pour cinq ans.
Il préside également la commission mixte VVD/JOVD sur la politique de la jeunesse.

### Parcours local et parlementaire
En 1978, il est élu aux États provinciaux de Groningue et au conseil municipal de la commune de Groningue. Il devient aussitôt président du groupe municipal du VVD et député provincial pour les transports, la circulation et les voies d'eau, ainsi que les affaires économiques à compter de 1991.
Il quitte le conseil municipal de Groningue en 1982, puis renonce à ses mandats provinciaux en novembre 1993, à la suite de son entrée à la Seconde Chambre des États généraux. Il retourne à l'assemblée de la ville de Groningue entre 1994 et 1996, retrouvant durant ce court mandat la présidence du groupe VVD.

### Au gouvernement
Nommé secrétaire d'État au Logement et à l'Urbanisme, au sein du ministère du Logement, de l'Aménagement du territoire et de l'Environnement, dans la seconde « coalition néerlandaise » du Premier ministre Wim Kok le 3 août 1998, son mandat prend fin le 16 avril 2002 avec la démission du gouvernement. Il continue toutefois d'exercer l'intérim jusqu'à la formation d'une coalition entre les chrétiens-démocrates, le VVD et les populistes de la LPF, dirigée par Jan Peter Balkenende. Le 22 juillet 2002, Johan Remkes devient vice-Premier ministre et ministre de l'Intérieur et des Relations au sein du Royaume.

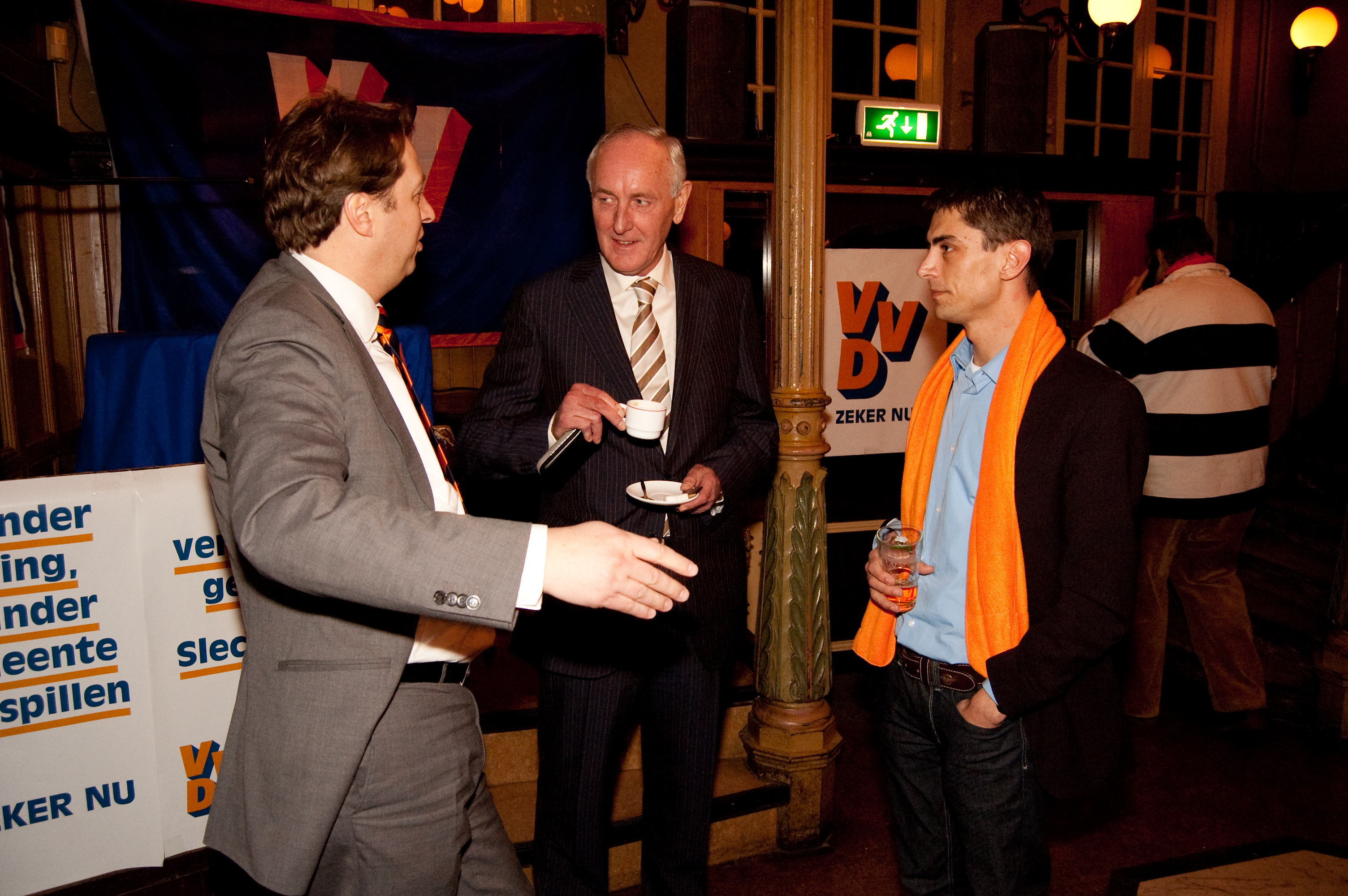
Johan Remkes, alors représentant, à Leyde en février 2010.

Du fait des dissensions internes à la LPF, le mandat du gouvernement s'achève rapidement dès le 16 octobre suivant. Il est de nouveau chargé de l'intérim de ses fonctions jusqu'au 27 mai 2003, quand une coalition rassemblant le CDA, le VVD et les Démocrates 66 (D66) voit le jour. Il conserve alors le ministère de l'Intérieur, mais perd son mandat de vice-Premier ministre au profit du ministre des Finances, Gerrit Zalm, partageant ses compétences sur l'administration publique et les affaires locales avec un ministre sans portefeuille, Thom de Graaf. Les D66 se retirent de la coalition le 30 juin 2006 et un gouvernement minoritaire est formé le 7 juillet pour diriger le pays jusqu'aux élections anticipées du 22 novembre 2006, date à laquelle le mandat du gouvernement sortant cesse. Les ministres restent toutefois en fonction, par intérim, jusqu'au 22 février 2007, lorsque Balkenende forme une grande coalition excluant les libéraux-démocrates du pouvoir.
Johan Remkes retourne alors siéger à la Seconde Chambre des États généraux, dont il démissionne le 17 juin 2010, jour des élections législatives.

### Commissaire de la Reine

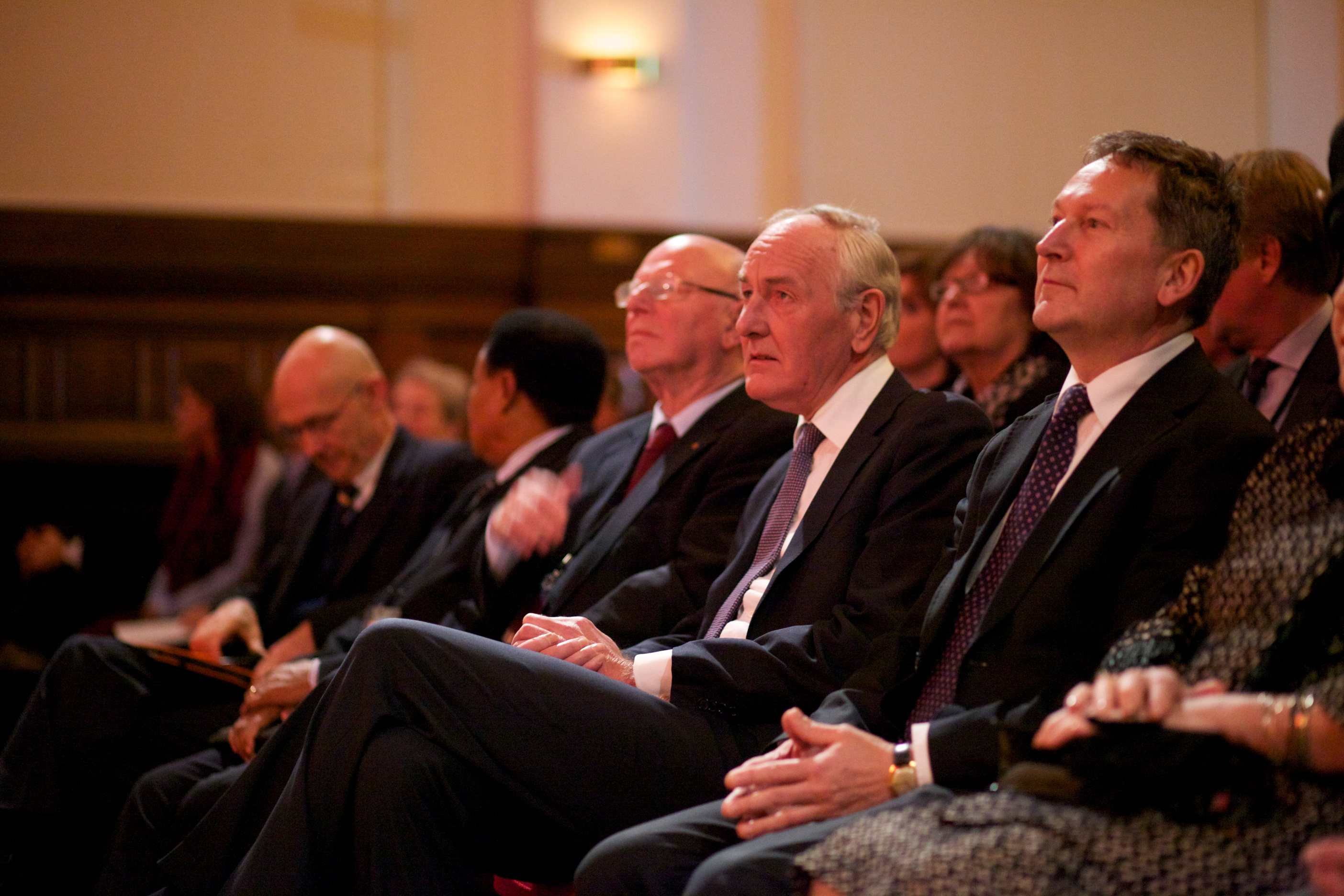
Johan Remkes en 2012.

Le 1er juillet 2010, Johan Remkes prend ses fonctions en tant que commissaire de la Reine dans la province de Hollande-Septentrionale. Il supervise la fin de mandat de la large alliance rassemblant le VVD, le Parti travailliste (PvdA), le CDA et la Gauche verte (GL) à la députation provinciale, pour une législature des États provinciaux courant jusqu'en 2011. Il conserve ses fonctions jusqu'en 2019, son titre évoluant en 2013 en « commissaire du Roi » avec l'intronisation de Willem-Alexander.
Il retrouve les fonctions de commissaire du Roi, par intérim, dans la province de Limbourg, en 2021, lorsqu'il effectue également une mission d'information sur les possibilités de coalition en vue de la formation du quatrième cabinet de Mark Rutte, du 7 septembre au 16 décembre.

### Bourgmestre de La Haye
En 2019, Johan Remkes est nommé bourgmestre par intérim de La Haye à la suite de la démission de Pauline Krikke, après un court intérim de Boudewijn Revis, premier échevin dans l'ordre protocolaire municipal. Il quitte ses fonctions en 2020 en faveur de Jan van Zanen.
En juillet 2022, alors que les Pays-Bas connaissent des manifestations importantes d'agriculteurs et d'éleveurs, en raison d'un plan de réduction drastique des rejets d'azote de la part du gouvernement, il est nommé comme médiateur, décision paradoxale selon Les Échos, car il pousse par le passé l'État dans ce projet de réduction des rejets d'azote,,.